# Albert Bitterling
Albert Bitterling (* 12. Oktober 1910 in Kempten (Allgäu); † 15. August 1995 in Berchtesgaden) war deutscher Hüttenwirt und Bergführer.

## Leben
Nach einer kaufmännischen Lehre und mehreren Jahren Berufstätigkeit in der Branche war Albert Bitterling von 1939 bis 1945 Heeresbergführer bei den Gebirgsjägern. Ab 1945 hatte er die Stelle als Winter-Hüttenwart des Watzmannhauses inne und stellte dort meteorologische Beobachtungen an. Außerdem betätigte er sich in dieser Zeit als Berg- und Skiführer. Von 1955 bis 1978 bewirtschaftete er zusammen mit seiner Frau Gabriele das Watzmannhaus.
Die Grabstätte von Albert Bitterling ist auf dem Alten Friedhof in Berchtesgaden.

## Expeditionen ins Himalayagebiet
Albert Bitterling war Mitbegründer des deutschen Instituts für Auslandsforschung. Zusammen mit anderen Mitgliedern des Instituts unternahm er mehrere Expeditionen ins Himalayagebiet.

### Deutsch-Österreichische-Willy-Merkl-Gedächtnis-Expedition 1953
Bei der Erstbesteigung des Nanga Parbat 1953 durch Hermann Buhl war Bitterling stellvertretender Expeditionsleiter, Hauptlagerverwalter und führte meteorologische Beobachtungen am Berg aus. Hans Ertl drehte über diese Expedition den Dokumentarfilm Nanga Parbat.

### Deutsche Himalaya-Expedition 1954
Die Expedition zum Broad Peak 1954 unterstützte Bitterling ebenfalls als Stellvertreter des Expeditionsleiters K. Herrligkoffer.

### Sigi-Löw-Gedächtnis-Expedition 1970
Im Alter von 60 Jahren führte Bitterling den Konvoi mit der Expeditionsausrüstung in einer dreiwöchigen Fahrt von München nach Rawalpindi. An der Besteigung des Nanga Parbat, bei der schließlich Günther und Reinhold Messner, Felix Kuen und Peter Scholz zum Gipfel gelangten, nahm er nicht mehr teil.